# Национальное обновление
«Национальное обновление» (исп. Renovación Nacional, RN) — правоцентристская политическая партия Чили, сооснователь и член коалиций «Альянс за Чили» (1989–2015) и «Чили, вперёд!» (с 2015 года). Основана видными деятелями военной диктатуры генерала Пиночета Серхио Харпой и Хайме Гусманом 29 апреля 1987 года в попытке консолидировать все политические силы правого толка перед референдумом 1988 года. Была представлена в обеих правительствах своего представителя Себастьяна Пиньеры (2010–2014, 2018–2022).
До массовых протестов 2019 года RN стояла на более центристских и либеральных позициях, чем её постоянный союзник «Независимый демократический союз», и по отдельным вопросам поддерживала левоцентристские правительства «Консертасьона» и «Нового большинства» (так, именно при поддержке RN второе правительство Мишель Бачелет добилось отмены биномиальной избирательной системы), однако после 2019 года партия перешла на более национально-консервативные позиции.

## История

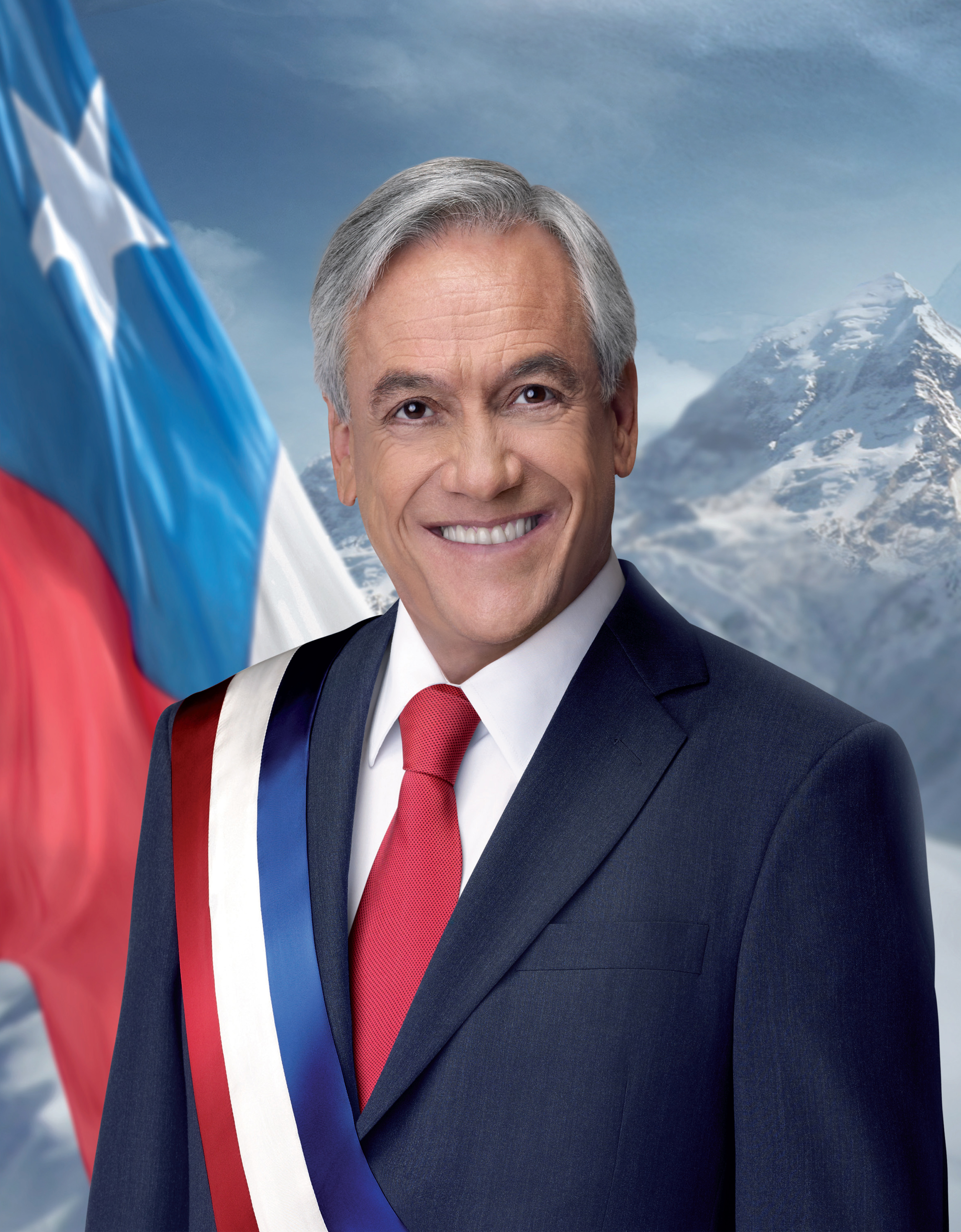
Президент Чили (С 2018 г. по 2022 г.) Себастьян Пиньера

Основана 29 апреля 1987 года и стала первой зарегистрированной в стране после отмены запрета на создание партий. На референдуме 1988 года поддержала продление президентских полномочий Аугусто Пиночета.
На президентских выборах обычно поддерживает единого кандидата от Альянса за Чили. Исключением были выборы 2005 года, когда в первом туре кандидат Национального обновления Себастьян Пиньера и кандидат Независимого демократического союза Хоакин Лавин соперничали между собой и с другими претендентами. С. Пиньера набрал 25,4 % голосов, занял второе место и вышел во второй тур, где набрал 46,5 % и уступил Мишель Бачелет.
На выборах 2009 года С. Пиньера был единым кандидатом от Альянса за Чили, в первом туре получил 44 % голосов, во втором туре был избран президентом Чили с результатом 51,6 %.
На парламентских выборах 2013 года набрала 14,9 % и получила 19 мест в Палате депутатов и 16,25 % на выборах в Сенат и увеличила число мест в нём до 8. Вследствие внутрипартийных разногласий после выборов количество депутатов сократилось до 15, сенаторов до 6.